# Phrynobatrachus kinangopensis
Phrynobatrachus kinangopensis és una espècie de granota que viu a Kenya.